# Somatochlora arctica
Espèce
La Cordulie arctique ou Chlorocordulie arctique, Somatochlora arctica, est une espèce d'insectes odonates anisoptères (libellules) de la famille des Corduliidae, du genre Somatochlora.

## Distribution
Eurasiatique : du nord et de l'ouest de l'Europe au Japon. Au sud de l'aire de répartition, fréquente les massifs montagneux ; En France, présente dans les Vosges, le Jura, le Massif central et les Alpes, ponctuellement dans les Pyrénées et les Ardennes.

## Description
- Longueur du corps : 45 à 51 mm.
- Abdomen noir légèrement plus étroit que chez S. alpestris et à taille plus fine chez le mâle (S3 étranglé). 2 grandes marques jaunes sur S3 chez la femelle et anneau jaune.
- Cercoïdes des mâles en forme de pince.
- Lame vulvaire des femelles appliquée contre l'abdomen.
- Yeux verts.

D'après les odonatologues, l'observation de l'animal capturé peut mener à une identification plus sûre vu les variations possibles.

## Habitat
Cette espèce fréquente de petites dépressions humides dans les tourbières et à proximité de conifères.